# Split Brain

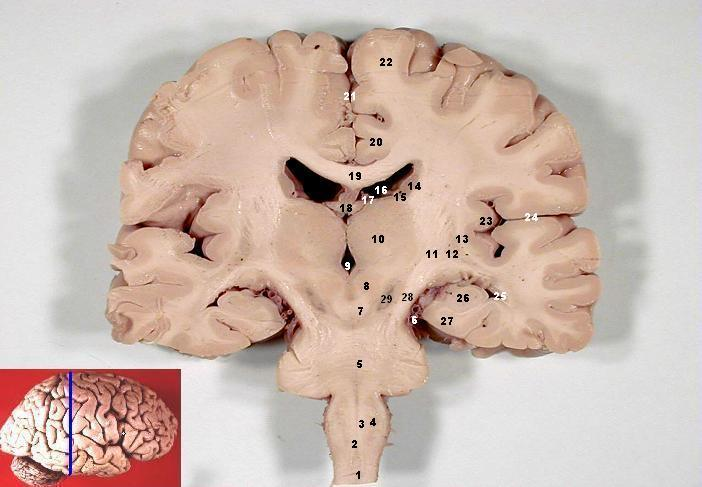
Corpus callosum (19), frontaler Schnitt

Split Brain (englisch: geteiltes Gehirn) bezeichnet in der Medizin den Zustand nach der neurochirurgischen Durchtrennung des Corpus callosum, welches die beiden Hirnhemisphären miteinander verbindet. 
Den Eingriff bezeichnet man als Callosotomie. Sie wird heute nur selten als letzte Lösung zur Behandlung der Epilepsie angewandt. Durch die Durchtrennung des Corpus callosum soll verhindert werden, dass sich Anfälle von einer Hirnhälfte in die andere ausbreiten. Infolgedessen ist das Risiko für Stürze und daraus resultierende Verletzungen verringert. Besonders die Häufigkeit der tonischen, atonischen und sekundär generalisiert tonisch-klonischen Anfälle kann durch diese Operation deutlich reduziert werden.
Die Patienten zeigen in natürlicher Umgebung keine Auffälligkeiten. Die fehlende Verbindung von linker und rechter Hemisphäre lässt sich dennoch experimentell nachweisen: Zeigt man Split-Brain-Patienten im linken Gesichtsfeld (genauer: auf den rechten Netzhauthälften beider Augen) ein Objekt, können sie es nicht benennen. Dies liegt daran, dass sich das Sprachzentrum bei den meisten Menschen in der linken Hemisphäre befindet. Die Informationen aus dem linken Gesichtsfeld werden jedoch nur an die rechte Hemisphäre geleitet. Aufgrund des durchtrennten Balkens können beide Hemisphären bei Split-Brain-Patienten nicht miteinander kommunizieren. Dadurch sind die Informationen, die in der rechten Hirnhälfte verarbeitet werden, für das Sprachzentrum nicht verfügbar. Die Betroffenen sind jedoch in der Lage, mit der von der rechten Hemisphäre gesteuerten linken Hand einen gleichartigen Gegenstand zu greifen.
Dieses Symptom tritt nicht auf, wenn der Balken aufgrund einer angeborenen Fehlbildung des Gehirns fehlt. In diesem Fall spricht man von einer Corpus-callosum-Agenesie.
Bedeutende Forscher auf dem Gebiet des Split Brains waren Joseph Bogen, Roger Sperry und Michael Gazzaniga.